# غار تنگ گناره
غار تنگ گناره مربوط به مفرغ است و در شهرستان دالاهو، بخش مرکزی، دهستان حومه، ۱/۵ کیلومتری جنوب روستای سرچقا واقع شده و این اثر در تاریخ ۲۷ اسفند ۱۳۸۶ با شمارهٔ ثبت ۲۲۳۲۰ به‌عنوان یکی از آثار ملی ایران به ثبت رسیده است.